# Batthyány-kastély (Ludbreg)
A Batthyány-kastély (horvátul: Dvorac Batthyany) egy barokk főúri kastély Horvátországban, a Varasd megyében fekvő Ludbreg városában.

## Fekvése
A kastély Ludbreg központjában egy nagy park közepén található.

## Története
A mai kastély elődjét Ludbreg középkori várát 1320-ban említik a források először, de ennél jóval korábban valószínűleg már a 13. században épült. A vár szerkezete a mai kastély felépítéséből ismert. A várhoz a gótika időszakában négyzet alakú tornyot (ma a barokk kápolna szentélye a vár nyugati szárnyában) és egy palotát (a mai északi szárny helyén, de nagy valószínűséggel a keleti szárnyra is kiterjedt) építettek. A várat kör alakú tornyokkal ellátott fal és temető vette körül, megközelítése délről, egy hídon át volt lehetséges. Ennek nyomai ma csak a kastély mellett északra és keletre találjuk, ahol egy temető maradványai láthatók.
1695-ben Ludbreg a Batthyányak birtoka lett. A várat 1745 és 1753 között gróf Batthyány Lajos barokk kastéllyá építtette át. A reprezentatív családi rezidencia építésével Joseph Huber stájer építészt bízták meg. Leghíresebb része a Szent Kereszt-kápolna, az 1411-es Szent Vér-csoda ereklyéjének egykori őrzőhelye. A kápolnát két részletben festették ki. A kupola ismeretlen stájer mester alkotása a 18. század első feléből, míg a hajót 1753-ban a nagykanizsai Packai Mihály festette ki. A kastélyhoz két gazdasági épület tartozik, közülük a nyugati a Sala Terrena egykor a városi bíróság székhelye volt, szintén barokk freskók díszítik.

## Leírása
A barokk épületegyüttes egy kétszintes manzárdos, négy épületszárnyból álló kastélyból, belső udvarból és két kétszintes melléképületből állt, melyek egy tágas parkban helyezkedtek el. A kastély eredeti barokk megjelenése a mai napig megmaradt. A 19. század egyetlen változását a tetőtérben és a tető szintjén hajtották végre, amikor a kápolna fölötti órás tornyot eltávolították, és a manzárdot harmadik emeletté építették át. A 20. század első felében történt eladás után a kastélyt nem rendeltetésének megfelelően használták. Az épület 1991-ben már nagyfokú pusztulást mutatott, amikor a délszláv háború idején Horvátország kontinentális részén a háború által veszélyeztetett műemléki örökség ideiglenes titkos raktárainak egyikeként szolgált. Ez a „háborús kórház” a háború sújtotta területeken megrongálódott műalkotásokkal hamarosan segítséget kapott a bajor tartományi műemlékvédelmi hivataltól. Ludbreg városa 1992-ben átengedte a kastélyt a kulturális minisztériumnak, hogy a műemléki örökség megmentése érdekében ingyenesen használja. Ily módon indult el a Ludbregi Restaurációs Központ projektje, amely lehetőséget adott a Batthyany-kastély alapos felújítására. Ezt már 1984-ben és 1985-ben fontos építési munkálatok előzték meg, amikor a külső homlokzatokat helyreállították és az épület új tetőt lapott, majd 1990-ben építési felújítást hajtottak végre a Szent vér kápolnában is.
A restaurációs központ létrehozása után az első nagyobb építési munkálatok 1993-ban kezdődtek, a földszint és az első emelet felújításával, amely raktáraknak és restaurátori műhelyeknek ad otthont. Röviddel ezután, a horvát és bajor szakértők közötti sikeres együttműködés eredményeként 1994. április 15-én megnyitották a polikrom fa műanyagok és a fa és vászon festmények restaurátori műhelyét a könyvtárral, a fafaragó és asztalos műhellyel, raktárakkal és egyéb kísérő létesítményekkel. 1997-től teljes konzerválási feltárást végeztek, amely után lehetőség nyílt a későbbi beavatkozások eltávolítására. Az összes válaszfalat és nyílást rekonstruálták, és visszahelyezték eredeti helyükre, valamint elvégezték a közbenső faépítmények alapos javítását.